# Nederlandse kampioenschappen baanwielrennen 2016
De Nederlandse kampioenschappen baanwielrennen 2016 werden gehouden in Omnisport Apeldoorn op 16, 17 en 18 december 2016. De onderdelen ploegenachtervolging en teamsprint werden verreden op 6 november in Apeldoorn, het omnium op 18 en 19 november in Sportpaleis Alkmaar en het NK 50 kilometer op 1 december in Sloten. De wedstrijden werden door de Koninklijke Nederlandsche Wielren Unie georganiseerd.

## Erelijst
| Discipline         | Goud                                  | Zilver                         | Brons                                             |
| ------------------ | ------------------------------------- | ------------------------------ | ------------------------------------------------- |
| Mannen             |                                       |                                |                                                   |
| Ind. achtervolging | Dion Beukeboom                        | Milan Broer                    | Rens Tulner                                       |
| Keirin             | Jeffrey Hoogland                      | Hugo Haak                      | Harrie Lavreysen                                  |
| Madison            | Melvin van Zijl & Nick Stopler        | Raymond Kreder & Michel Kreder | Jeff Vermeulen & Dion Beukeboom                   |
| Omnium             | Roy Eefting                           | Melvin van Zijl                | Patrick Bos                                       |
| Puntenkoers        | Michel Kreder                         | Patrick Bos                    | Melvin van Zijl                                   |
| Scratch            | Melvin van Zijl                       | Milan Broer                    | Patrick Bos                                       |
| Sprint             | Jeffrey Hoogland                      | Harrie Lavreysen               | Hugo Haak                                         |
| Teamsprint         | Teun Mulder & Hugo Haak & Sam Ligtlee |                                | Roy Eefting & Jenning Huizenga & Jeffrey Hoogland |
| Tijdrit 1 km       | Carlo Cesar                           | Sam Ligtlee                    | Stephan Habets                                    |
| Vrouwen            |                                       |                                |                                                   |
| Ind. achtervolging | Kirsten Wild                          | Marjolein van 't Geloof        | Michelle de Graaf                                 |
| Keirin             | Hetty van de Wouw                     | Kyra Lamberink                 | Laurine van Riessen                               |
| Madison            | Kirsten Wild & Nina Kessler           | Kelly Markus & Winanda Spoor   | Bente van Teeseling & Amber van der Hulst         |
| Omnium             | Nina Kessler                          | Kelly Markus                   | Vera Koedooder                                    |
| Puntenkoers        | Kirsten Wild                          | Vera Koedooder                 | Judith Bloem                                      |
| Scratch            | Kirsten Wild                          | Marjolein van 't Geloof        | Nina Kessler                                      |
| Sprint             | Laurine van Riessen                   | Shanne Braspennincx            | Hetty van de Wouw                                 |
| Teamsprint         | Shanne Braspennincx & Kyra Lamberink  | Elis Ligtlee & Haliegh Dolman  |                                                   |
| Tijdrit 500 m      | Kyra Lamberink                        | Shanne Braspennincx            | Laurine van Riessen                               |

2006 · 2007 · 2008 · 2009 · 2010 · 2011 · 2012 · 2013 · 2014 · 2015 · 2016 · 2017 · 2018 · 2019 · 2020 · 2021 · 2022 · 2023 · 2024 · 2025